# リヨンメトロA線
A線（アーせん、Ligne A）は、RATP開発の運営するフランス・リヨンのメトロ（地下鉄）路線の一つ。リヨン市内南西部のペラーシュ駅と、リヨン近郊東部ヴォー＝アン＝ヴランのヴォー＝アン＝ヴラン＝ラ・ソワ駅を結ぶ。1978年に開業。

## 概要
市内南西部にあるSNCFペラーシュ駅から北に向かい、ヴィクトル・ユーゴー通り、ベルクール広場、レピュブリック通りを通り、リヨン市庁舎へ。そこから東に向かい、ローヌ川を越え、フランクリン・ローズベルト通りを通り、大学の集まるラ・ドゥワに近いシャルペンヌへ。ヴィルールバンヌのグラット・シエル地区を経由し、ヴォー＝アン＝ヴランのラ・ソワに至る路線。
3両編成、片側3扉の鉄輪併用ゴムタイヤ式車両。車内は、元々は全席クロスシートであったが、現在はロングシートに改装されている。全長9.3kmで、D線、B線に次いで3番目に長い路線である。全線複線。

A線の路線図

## 歴史
- 1978年4月28日：ヴァレリー・ジスカール・デスタンにより、ペラーシュ駅とローラン・ボンヌヴェイ＝アストロバル駅（フランス語版）間が開通。
- 1978年5月2日：営業運転開始。
- 2007年10月2日：ローラン・ボンヌヴェイ駅からヴォー＝アン＝ヴラン＝ラ・ソワ駅（フランス語版）間が開通。

## 駅一覧
| 駅名                                   | 駅名                          | 接続路線                                            | 所在地               | 所在地               |
| -------------------------------------- | ----------------------------- | --------------------------------------------------- | -------------------- | -------------------- |
| ペラーシュ駅                           | Perrache                      | トラム： 1号線、 2号線 フランス国鉄：TER            | リヨン               | 2区                  |
| アンペール＝ヴィクトル・ユーゴー駅     | Ampère - Victor Hugo          |                                                     | リヨン               | 2区                  |
| ベルクール駅                           | Bellecour                     | メトロ： D線                                        | リヨン               | 2区                  |
| コルディリエ駅                         | Cordeliers                    |                                                     | リヨン               | 2区                  |
| オテル・ド・ヴィル＝ルイ・プラデル駅   | Hôtel de Ville - Louis Pradel | メトロ： C線                                        | リヨン               | 1区                  |
| フォッシュ駅                           | Foch                          |                                                     | リヨン               | 6区                  |
| マッセナ駅                             | Masséna                       |                                                     | リヨン               | 6区                  |
| シャルペンヌ＝シャルル・エルニュ駅     | Charpennes - Charles Hernu    | メトロ： B線 トラム： 1号線、 4号線                 | ヴィルールバンヌ     | ヴィルールバンヌ     |
| レピュブリック＝ビルールバンヌ駅       | République - Villeurbanne     |                                                     | ヴィルールバンヌ     | ヴィルールバンヌ     |
| グラット＝シエル駅                     | Gratte-Ciel                   |                                                     | ヴィルールバンヌ     | ヴィルールバンヌ     |
| フラシェ＝アラン・ギルス駅             | Flachet - Alain Gilles        |                                                     | ヴィルールバンヌ     | ヴィルールバンヌ     |
| キュセ駅                               | Cusset                        |                                                     | ヴィルールバンヌ     | ヴィルールバンヌ     |
| ローラン・ボンヌヴェイ＝アストロバル駅 | Laurent Bonnevay - Astroballe |                                                     | ヴィルールバンヌ     | ヴィルールバンヌ     |
| ヴォー＝アン＝ヴラン＝ラ・ソワ駅       | Vaulx-en-Velin - La Soie      | トラム： 1号線、 2号線、 7号線、 ローヌエクスプレス | ヴォー＝アン＝ヴラン | ヴォー＝アン＝ヴラン |

- 全線各駅停車、快速運転はない。